# Temporada 1997 de la NFL

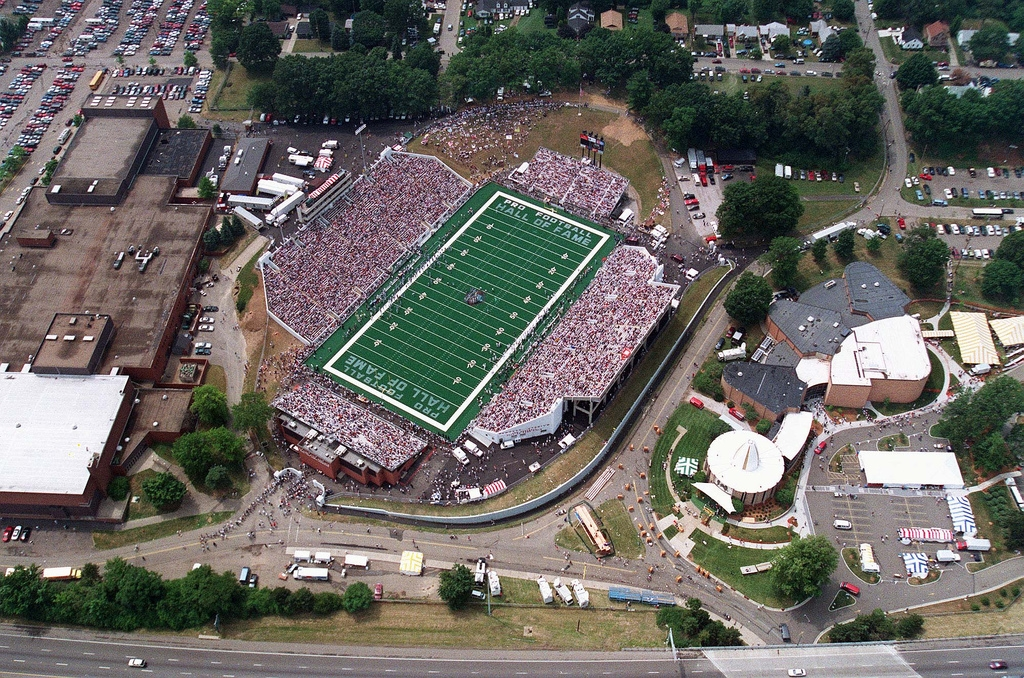
Vista aérea del Estadio del Salón de la Fama del Fútbol Profesional en Canton, Ohio, durante un partido en agosto de 1997. Este fue el último partido diurno que se jugó en el estadio. Este año, los Cleveland Browns volverán a la NFL con su partido de pretemporada el lunes 9 de agosto de 1999. (Foto/Paul M. Walsh)

La Temporada 1997 de la NFL fue la 78.ª en la historia de la NFL. En la temporada regular se juegan 16 partidos durante 17 semanas. Posteriormente se juegan los playoffs, que determinan los equipos que se clasificarán para la gran final: el Super Bowl.
Los Tennessee Oilers fueron reubicados de Houston, Texas a Nashville, Tennessee. Los Tennessee Oilers, recientemente renombrado, jugaron sus partidos en casa durante esta temporada en el Liberty Bowl Memorial Stadium en Memphis, Tennessee, mientras que en Nashville comenzaba la construcción de un nuevo estadio en. Houston tendría un nuevo equipo desde el 2002, los Texans(equipo de expansión).
Esta fue la última temporada hasta la fecha en que TNT emitió partidos de la NFL, así como para la NBC hasta 2006. Cuando los contratos de televisión se renovaron casi al final de la temporada, Fox retuvo el paquete NFC, CBS se hizo cargo de los partidos de la AFC e ESPN ganaron el derecho a televisar todos los juegos del Monday Night Football.
Debido al Juego 7 de la Serie Mundial de 1997, el juego de los Chicago Bears-Miami Dolphins en el Pro Player stadium fue movido para el día lunes, 27 de octubre.
Los Broncos y los Buccaneers tanto cambiaron sus uniformes e introdujeron nuevos uniformes para los dos equipos durante esta temporada.
La temporada finalizó con el Super Bowl XXXII cuando los Denver Broncos vencieron a los Green Bay Packers, rompiendo la racha de 13 victorias consecutivas en el Super Bowl de la NFC.

## Temporada regular
V = Victorias, D = Derrotas, E = Empates, CTE = Cociente de victorias [V+(E/2)]/(V+D+E), PF= Puntos a favor, PC = Puntos en contra
| Clasificado para los playoffs |

| New England Patriots(3) | 10 | 6  | 0 | .625 | 369 | 289 |
| Miami Dolphins(6)       | 9  | 7  | 0 | .563 | 339 | 327 |
| New York Jets           | 9  | 7  | 0 | .563 | 348 | 287 |
| Buffalo Bills           | 6  | 10 | 0 | .375 | 255 | 367 |
| Indianapolis Colts      | 3  | 13 | 0 | .188 | 313 | 401 |

| Pittsburgh Steelers(2)  | 11 | 5 | 0 | .688 | 372 | 307 |
| Jacksonville Jaguars(5) | 11 | 5 | 0 | .688 | 394 | 318 |
| Tennessee Oilers        | 8  | 8 | 0 | .500 | 333 | 310 |
| Cincinnati Bengals      | 7  | 9 | 0 | .438 | 355 | 405 |
| Baltimore Ravens        | 6  | 9 | 1 | .406 | 326 | 345 |

| Kansas City Chiefs(1) | 13 | 3  | 0  | .813 | 375 | 232 |
| Denver Broncos(4)     | 12 | 4  | 0  | .750 | 472 | 287 |
| Seattle Seahawks      | 8  | 8  | 0  | .500 | 365 | 362 |
| Oakland Raiders       | 4  | 12 | .0 | .250 | 324 | 419 |
| San Diego Chargers    | 4  | 12 | .0 | .250 | 266 | 425 |

| New York Giants(3)  | 10 | 5  | 1 | .656 | 307 | 265 |
| Washington Redskins | 8  | 7  | 1 | .531 | 327 | 289 |
| Philadelphia Eagles | 6  | 9  | 1 | .406 | 317 | 372 |
| Dallas Cowboys      | 6  | 10 | 0 | .375 | 304 | 314 |
| Arizona Cardinals   | 4  | 12 | 0 | .250 | 283 | 379 |

| Green Bay Packers(2)    | 13 | 3  | 0 | .813 | 422 | 282 |
| Tampa Bay Buccaneers(4) | 10 | 6  | 0 | .625 | 299 | 263 |
| Detroit Lions(5)        | 9  | 7  | 0 | .563 | 379 | 306 |
| Minnesota Vikings(6)    | 9  | 7  | 0 | .563 | 354 | 359 |
| Chicago Bears           | 4  | 12 | 0 | .250 | 263 | 421 |

| San Francisco 49ers(1) | 13 | 3  | 0 | .813 | 375 | 265 |
| Carolina Panthers      | 7  | 9  | 0 | .438 | 265 | 314 |
| Atlanta Falcons        | 7  | 9  | 0 | .438 | 320 | 361 |
| New Orleans Saints     | 6  | 10 | 0 | .375 | 237 | 327 |
| St. Louis Rams         | 5  | 11 | 0 | .313 | 299 | 359 |

### Desempates
- Miami terminó por delante de N.Y. Jets en la AFC Este basado en enfrentamientos directos (2-0).
- Pittsburgh terminó por delante de Jacksonville en la AFC Central basado en mejores puntos de división netos (78 a 23 respecto a los Jaguars).
- Oakland terminó por delante de San Diego en la AFC Oeste basado en un mejor registro de la división (2-6 contra los Chargers'1-7).
- San Francisco fue el primer cabeza de serie de playoffs de la NFC basado en un mejor registro de la conferencia frente a Green Bay (11-1 respecto a los Packers 10-2).
- Detroit terminó por delante de Minnesota en la NFC central basado en enfrentamientos directos (2-0).
- Carolina terminó por delante de Atlanta en la NFC Oeste basado en enfrentamientos directos (2-0).

## Postemporada
|  | Ronda Wild Card                      | Ronda Wild Card                      | Ronda Wild Card                      |    |               | Ronda divisional           | Ronda divisional                  | Ronda divisional           |                                    |                                    | Finales de conferencia             | Finales de conferencia | Finales de conferencia |  |  | Super Bowl | Super Bowl | Super Bowl |
|  |                                      |                                      |                                      |    |               |                            |                                   |                            |                                    |                                    |                                    |                        |                        |  |  |            |            |            |
|  | 28 de diciembre – Houlihan's Stadium | 28 de diciembre – Houlihan's Stadium | 28 de diciembre – Houlihan's Stadium |    |               | 4 de enero – Lambeau Field | 4 de enero – Lambeau Field        | 4 de enero – Lambeau Field |                                    |                                    |                                    |                        |                        |  |  |            |            |            |
|  | 28 de diciembre – Houlihan's Stadium | 28 de diciembre – Houlihan's Stadium | 28 de diciembre – Houlihan's Stadium |    |               | 4 de enero – Lambeau Field | 4 de enero – Lambeau Field        | 4 de enero – Lambeau Field |                                    |                                    |                                    |                        |                        |  |  |            |            |            |
|  | 28 de diciembre – Houlihan's Stadium | 28 de diciembre – Houlihan's Stadium | 28 de diciembre – Houlihan's Stadium |    |               | 4 de enero – Lambeau Field | 4 de enero – Lambeau Field        | 4 de enero – Lambeau Field |                                    |                                    |                                    |                        |                        |  |  |            |            |            |
|  | 28 de diciembre – Houlihan's Stadium | 28 de diciembre – Houlihan's Stadium | 28 de diciembre – Houlihan's Stadium |    |               | 4 de enero – Lambeau Field | 4 de enero – Lambeau Field        | 4 de enero – Lambeau Field |                                    |                                    |                                    |                        |                        |  |  |            |            |            |
|  | #5                                   | Detroit                              | 10                                   |    |               | 4 de enero – Lambeau Field | 4 de enero – Lambeau Field        | 4 de enero – Lambeau Field |                                    |                                    |                                    |                        |                        |  |  |            |            |            |
|  | #5                                   | Detroit                              | 10                                   | #4 | Tampa Bay     | 7                          |                                   |                            |                                    |                                    |                                    |                        |                        |  |  |            |            |            |
|  | #4                                   | Tampa Bay                            | 20                                   | #4 | Tampa Bay     | 7                          |                                   |                            | 17 de enero - Candlestick Park     | 17 de enero - Candlestick Park     | 17 de enero - Candlestick Park     |                        |                        |  |  |            |            |            |
|  | #4                                   | Tampa Bay                            | 20                                   | #2 | Green Bay     | 21                         |                                   |                            | 17 de enero - Candlestick Park     | 17 de enero - Candlestick Park     | 17 de enero - Candlestick Park     |                        |                        |  |  |            |            |            |
|  |                                      |                                      |                                      | #2 | Green Bay     | 21                         |                                   |                            | 17 de enero - Candlestick Park     | 17 de enero - Candlestick Park     | 17 de enero - Candlestick Park     |                        |                        |  |  |            |            |            |
|  |                                      |                                      |                                      |    |               |                            |                                   |                            | 17 de enero - Candlestick Park     | 17 de enero - Candlestick Park     | 17 de enero - Candlestick Park     |                        |                        |  |  |            |            |            |
|  | 27 de diciembre – Giants Stadium     | 27 de diciembre – Giants Stadium     | 27 de diciembre – Giants Stadium     | #2 | Green Bay     | 23                         |                                   |                            |                                    |                                    |                                    |                        |                        |  |  |            |            |            |
|  | 27 de diciembre – Giants Stadium     | 27 de diciembre – Giants Stadium     | 27 de diciembre – Giants Stadium     | #2 | Green Bay     | 23                         | 3 de enero – Candlestick Park     |                            |                                    |                                    |                                    |                        |                        |  |  |            |            |            |
|  | 27 de diciembre – Giants Stadium     | 27 de diciembre – Giants Stadium     | 27 de diciembre – Giants Stadium     |    | #1            | San Francisco              | 10                                |                            |                                    |                                    |                                    |                        |                        |  |  |            |            |            |
|  | 27 de diciembre – Giants Stadium     | 27 de diciembre – Giants Stadium     | 27 de diciembre – Giants Stadium     |    | #1            | San Francisco              | 10                                |                            |                                    |                                    |                                    |                        |                        |  |  |            |            |            |
|  | #6                                   | Minnesota                            | 23                                   |    |               |                            |                                   |                            |                                    |                                    |                                    |                        |                        |  |  |            |            |            |
|  | #6                                   | Minnesota                            | 23                                   | #4 | Minnesota     | 22                         |                                   |                            |                                    |                                    |                                    |                        |                        |  |  |            |            |            |
|  | #3                                   | N.Y. Giants                          | 22                                   | #4 | Minnesota     | 22                         |                                   |                            | 31 de enero – Qualcomm Stadium     | 31 de enero – Qualcomm Stadium     | 31 de enero – Qualcomm Stadium     |                        |                        |  |  |            |            |            |
|  | #3                                   | N.Y. Giants                          | 22                                   | #1 | San Francisco | 38                         |                                   |                            | 31 de enero – Qualcomm Stadium     | 31 de enero – Qualcomm Stadium     | 31 de enero – Qualcomm Stadium     |                        |                        |  |  |            |            |            |
|  |                                      |                                      |                                      | #1 | San Francisco | 38                         |                                   |                            |                                    | 31 de enero – Qualcomm Stadium     | 31 de enero – Qualcomm Stadium     |                        |                        |  |  |            |            |            |
|  |                                      |                                      |                                      |    |               |                            |                                   |                            |                                    | 31 de enero – Qualcomm Stadium     | 31 de enero – Qualcomm Stadium     |                        |                        |  |  |            |            |            |
|  | 27 de diciembre – Mile High Stadium  | 27 de diciembre – Mile High Stadium  | 27 de diciembre – Mile High Stadium  | N2 | Green Bay     | 24                         |                                   |                            |                                    |                                    |                                    |                        |                        |  |  |            |            |            |
|  | 27 de diciembre – Mile High Stadium  | 27 de diciembre – Mile High Stadium  | 27 de diciembre – Mile High Stadium  | N2 | Green Bay     | 24                         | 4 de enero – Arrowhead Stadium    |                            |                                    |                                    |                                    |                        |                        |  |  |            |            |            |
|  | 27 de diciembre – Mile High Stadium  | 27 de diciembre – Mile High Stadium  | 27 de diciembre – Mile High Stadium  |    | A4            | Denver                     | 31                                |                            |                                    |                                    |                                    |                        |                        |  |  |            |            |            |
|  | 27 de diciembre – Mile High Stadium  | 27 de diciembre – Mile High Stadium  | 27 de diciembre – Mile High Stadium  |    | A4            | Denver                     | 31                                |                            |                                    |                                    |                                    |                        |                        |  |  |            |            |            |
|  | #5                                   | Jacksonville                         | 17                                   |    |               |                            |                                   |                            |                                    |                                    |                                    |                        |                        |  |  |            |            |            |
|  | #5                                   | Jacksonville                         | 17                                   | #4 | Denver        | 14                         |                                   |                            |                                    |                                    |                                    |                        |                        |  |  |            |            |            |
|  | #4                                   | Denver                               | 42                                   | #4 | Denver        | 14                         |                                   |                            | 17 de enero - Three Rivers Stadium | 17 de enero - Three Rivers Stadium | 17 de enero - Three Rivers Stadium |                        |                        |  |  |            |            |            |
|  | #4                                   | Denver                               | 42                                   | #1 | Kansas City   | 10                         |                                   |                            | 17 de enero - Three Rivers Stadium | 17 de enero - Three Rivers Stadium | 17 de enero - Three Rivers Stadium |                        |                        |  |  |            |            |            |
|  |                                      |                                      |                                      | #1 | Kansas City   | 10                         |                                   |                            | 17 de enero - Three Rivers Stadium | 17 de enero - Three Rivers Stadium | 17 de enero - Three Rivers Stadium |                        |                        |  |  |            |            |            |
|  |                                      |                                      |                                      |    |               |                            |                                   |                            | 17 de enero - Three Rivers Stadium | 17 de enero - Three Rivers Stadium | 17 de enero - Three Rivers Stadium |                        |                        |  |  |            |            |            |
|  | 28 de diciembre – Foxboro Stadium    | 28 de diciembre – Foxboro Stadium    | 28 de diciembre – Foxboro Stadium    | #4 | Denver        | 24                         |                                   |                            |                                    |                                    |                                    |                        |                        |  |  |            |            |            |
|  | 28 de diciembre – Foxboro Stadium    | 28 de diciembre – Foxboro Stadium    | 28 de diciembre – Foxboro Stadium    | #4 | Denver        | 24                         | 3 de enero – Three Rivers Stadium |                            |                                    |                                    |                                    |                        |                        |  |  |            |            |            |
|  | 28 de diciembre – Foxboro Stadium    | 28 de diciembre – Foxboro Stadium    | 28 de diciembre – Foxboro Stadium    |    | #1            | Pittsburgh                 | 21                                |                            |                                    |                                    |                                    |                        |                        |  |  |            |            |            |
|  | 28 de diciembre – Foxboro Stadium    | 28 de diciembre – Foxboro Stadium    | 28 de diciembre – Foxboro Stadium    |    | #1            | Pittsburgh                 | 21                                |                            |                                    |                                    |                                    |                        |                        |  |  |            |            |            |
|  | #6                                   | Miami                                | 3                                    |    |               |                            |                                   |                            |                                    |                                    |                                    |                        |                        |  |  |            |            |            |
|  | #6                                   | Miami                                | 3                                    | #3 | New England   | 6                          |                                   |                            |                                    |                                    |                                    |                        |                        |  |  |            |            |            |
|  | #3                                   | New England                          | 17                                   | #3 | New England   | 6                          |                                   |                            |                                    |                                    |                                    |                        |                        |  |  |            |            |            |
|  | #3                                   | New England                          | 17                                   | #2 | Pittsburgh    | 7                          |                                   |                            |                                    |                                    |                                    |                        |                        |  |  |            |            |            |
|  |                                      |                                      |                                      | #2 | Pittsburgh    | 7                          |                                   |                            |                                    |                                    |                                    |                        |                        |  |  |            |            |            |

- Local en cada partido: El local en cada partido es el equipo mejor clasificado, el equipo de abajo en el cuadro, excepto en el Super Bowl que es un estadio neutral.

## Premios anuales
Al final de temporada se entregan diferentes premios reconociendo el valor del jugador durante la temporada entera.
| Premio                     | Ganador           | Posición         | Equipo               |
| -------------------------- | ----------------- | ---------------- | -------------------- |
| Jugador más valioso        | Brett Favre       | Quarterback      | Green Bay Packers    |
| Jugador más valioso        | Barry Sanders     | Running back     | Detroit Lions        |
| Jugador ofensivo del año   | Barry Sanders     | Running back     | Detroit Lions        |
| Jugador defensivo del año  | Dana Stubblefield | Defensive tackle | San Francisco 49ers  |
| Entrenador del año         | Jim Fassel        | Head Coach       | New York Giants      |
| Novato ofensivo del año    | Warrick Dunn      | Running back     | Tampa Bay Buccaneers |
| Novato defensivo del año   | Peter Boulware    | Linebacker       | Baltimore Ravens     |
| Regreso del año            | Robert Brooks     | Wide receiver    | Green Bay Packers    |
| Hombre del Año             | Troy Aikman       | Quarterback      | Dallas Cowboys       |
| Jugador más valioso del SB | Terrell Davis     | Running back     | Denver Broncos       |